# Nhà thờ Thánh Đôrôtêa ở Trzcinica
Nhà thờ Thánh Đôrôtêa ở Trzcinica (phát âm tiếng Ba Lan: [tʂt͡ɕi.ˈɲi.t͡sa])– là một filial church (tạm dịch: nhà thờ nhánh) gothic bằng gỗ của Công giáo Rôma. Nhà thờ này thuộc Giáo xứ Biến hình ở Trzcinica. Nhà thờ được xếp hạng là một Di sản văn hóa vật thể. Nhà thờ tọa lạc ở làng Trzcinica thuộc Podkarpacie Voivodeship. Thánh bảo trợ của nhà thờ là Thánh Đôrôtêa của Ceasarea. Có một nhà thờ tương tự nằm gần Bączal Dolny là Nhà thờ Thánh Nicôla.

## Lịch sử
Nhà thờ như hiện tại được xây dựng vào năm 1551, và được phong thánh ngày 5 tháng 2 năm 1557. Đây là một trong những nhà thờ lâu đời nhất Ba Lan. Người khởi xướng xây dựng nhà thờ là Zofia của Marszowice Gamratowa (-1573), và được tài trợ bởi Jan Ocieski (1501-1563) của Phù hiệu áo giáp Jastrzębiec, quản gia của gia đình Biecki, Crown Chamberlain (Thị thần) trong triều đình của Vua Sigsimund II Augustus, và sau này trở thành chủ của làng Trzcinica.

### Trùng tu
Nhà thờ trải qua các đợt trùng tu bắt đầu vào năm 1995.
- Từ năm 1994 đến năm 1997- các trang trí đa sắc trong nhà thờ được khôi phục in the church were restored.[6] ·
- Năm 1995 – xây dựng lại và bảo tồn khối tháp.
- Năm 1996 – gia cố nền, bổ sung vật liệu xây dựng bằng gỗ cho phần tường và mái lợp.
- Năm 1997 – bảo trì các yếu tố giàn mái và phủ giàn bằng mái lợp
- Năm 2000 – xây dựng lại cổng phía tây, bảo tồn cánh cửa từ cổng vào phòng để đồ thờ thánh và cổng phía tây, bổ sung các phụ kiện được rèn cuối thời trung cổ. Lát lại sàn bằng gỗ mới, một sàn đá được đặt bên dưới tháp và bên dưới dãy mái vòm, xây dựng lại hàng rào gỗ quanh nghĩa trang của nhà thờ.

## Kiến trúc
Nhà thờ được xây bằng gỗ theo phong cách Gothic. Nhà thờ nổi bật với sự thanh mảnh đặc biệt và tỷ lệ hài hòa.
Các điểm đặc trưng của nhà thờ gồm:
- Bàn thờ chính, hai bàn thờ phụ hai bên từ thế kỷ 18, một bục giảng kinh từ nửa cuối thế kỷ 18 và hai bức tranh tạ ơn của Thánh Anna và Thánh Stanisław từ đầu thế kỷ 19, do Anna và Stanisław Jabłonowski - những người sau này là chủ của ngôi làng cho tiến hành thực hiện.
- một cây organ cuối thế kỷ 17 đầu thế kỷ 18.
- một nhóm những nỗi khổ hình của Chúa Giê-xu phong cách gothic trên một dầm vòm.
- bình đựng nước thánh từ đầu thế kỷ 19.
- Bia mộ của Stanisław Jabłonowski, phía trên là một bình đựng di cốt có hình dáng một chiếc bình cổ có từ năm 1806, được đặt ở bức tường phía nam của thánh đường.
- Tháp chuông có từ năm 1907.

### Chuông
Năm 1907, một tháp chuông bằng gạch chứa chuông "Florian" được xây dựng, các chuông "Paulina" và "Barbara" có được vào năm 1911, còn các chuông "Stanisław" (240 kg), "Józef" (140 kg),"Barbara" (70 kg) và "Dorota" (14 kg) có được năm 1920. Toàn bộ các chuông này được trưng dụng làm vật liệu chiến tranh trong hai đợt 1916-1917 và 1941. Ba chuông khác có được vào năm 1952 là chuông Maryja (96 kg), Jan Chryzostom (150 kg) và Maryja Królowa Polski (242 kg). Năm 1995, một chuông đại xá mới được đúc cho giáo xứ để kỷ niệm 600 năm thành lập làng Trzcinica. Tên của chuông được đặt theo tên Thánh Đôrôtêa, thánh bảo trợ của giáo xứ. Chuông nặng 420 kg và được đem vào nhà thờ năm 1996.

## Hình ảnh

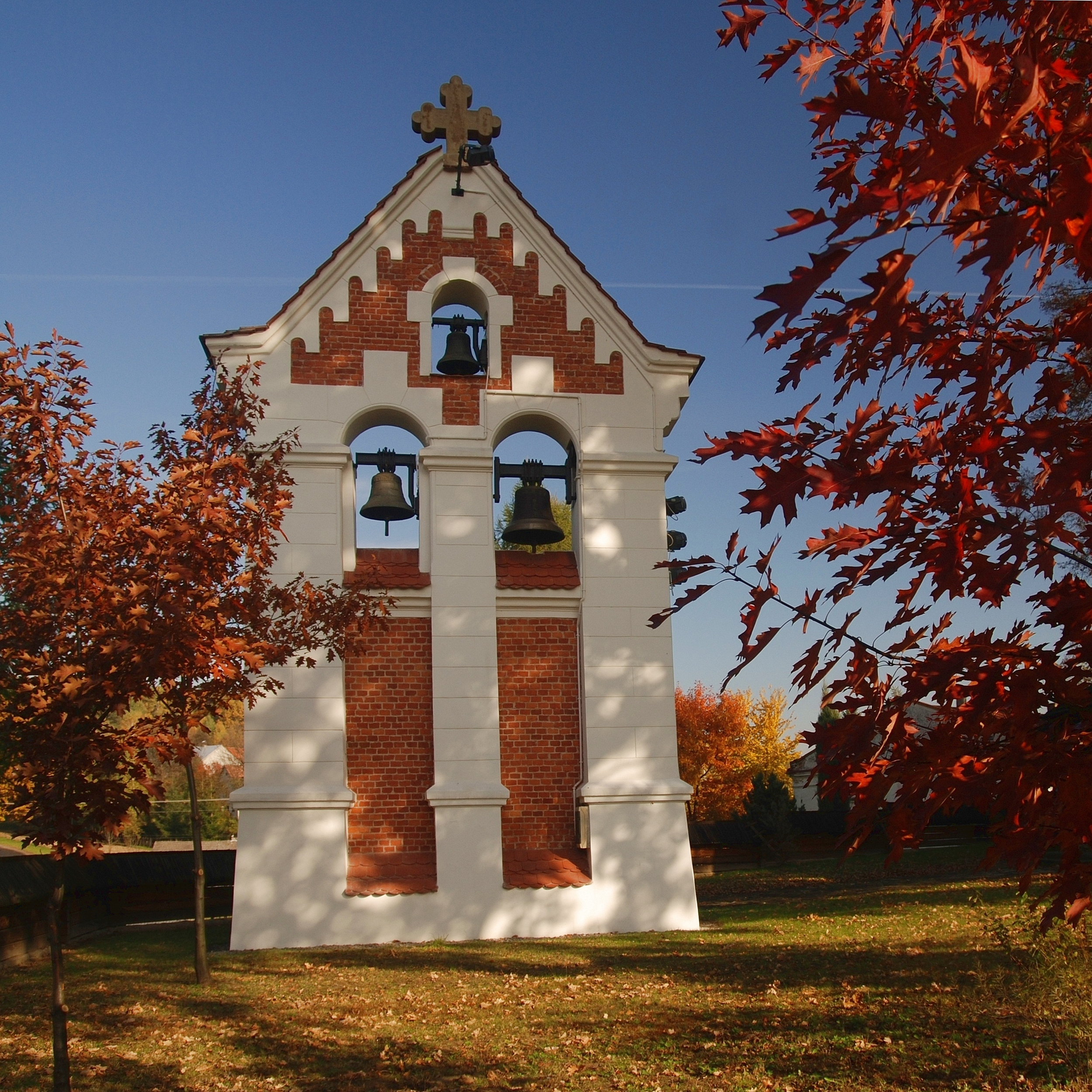
Tháp chuông
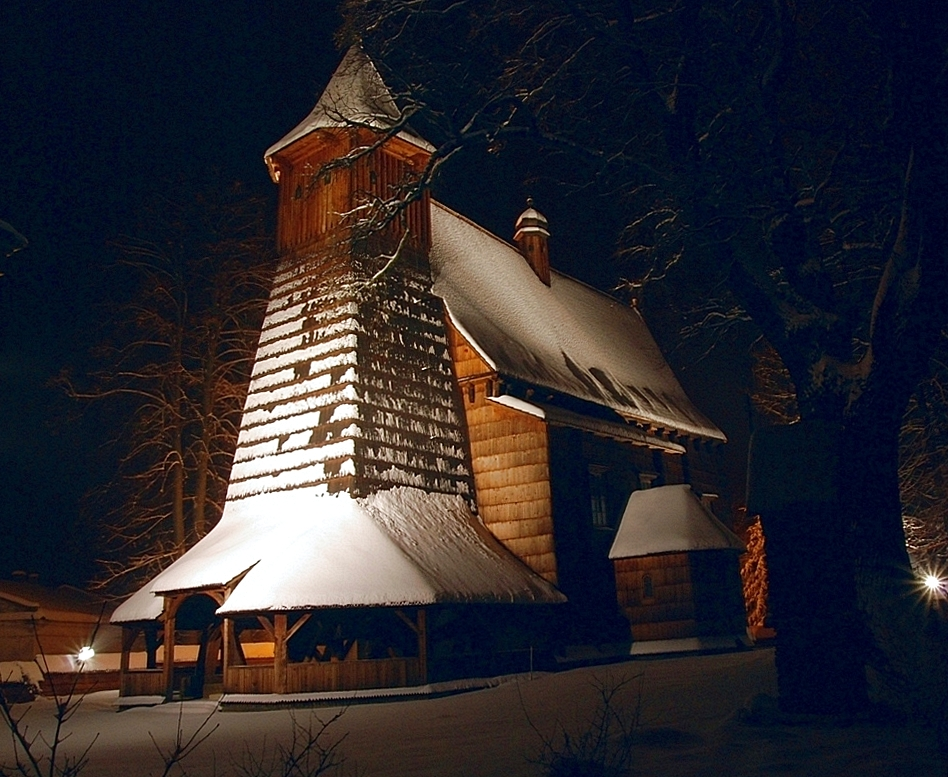
Nhà thờ về đêm
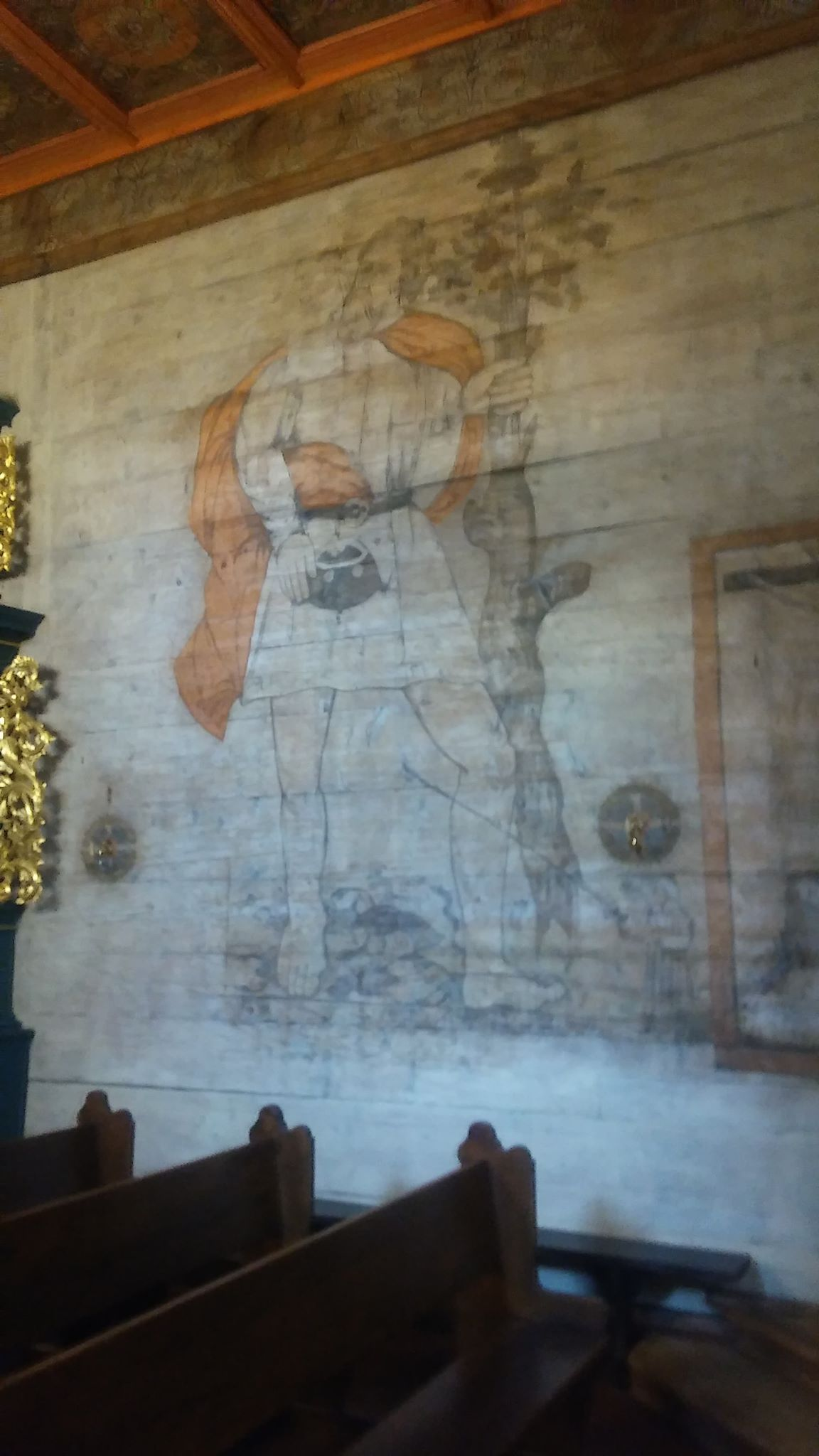
Trang trí đa sắc bên trong nhà thờ
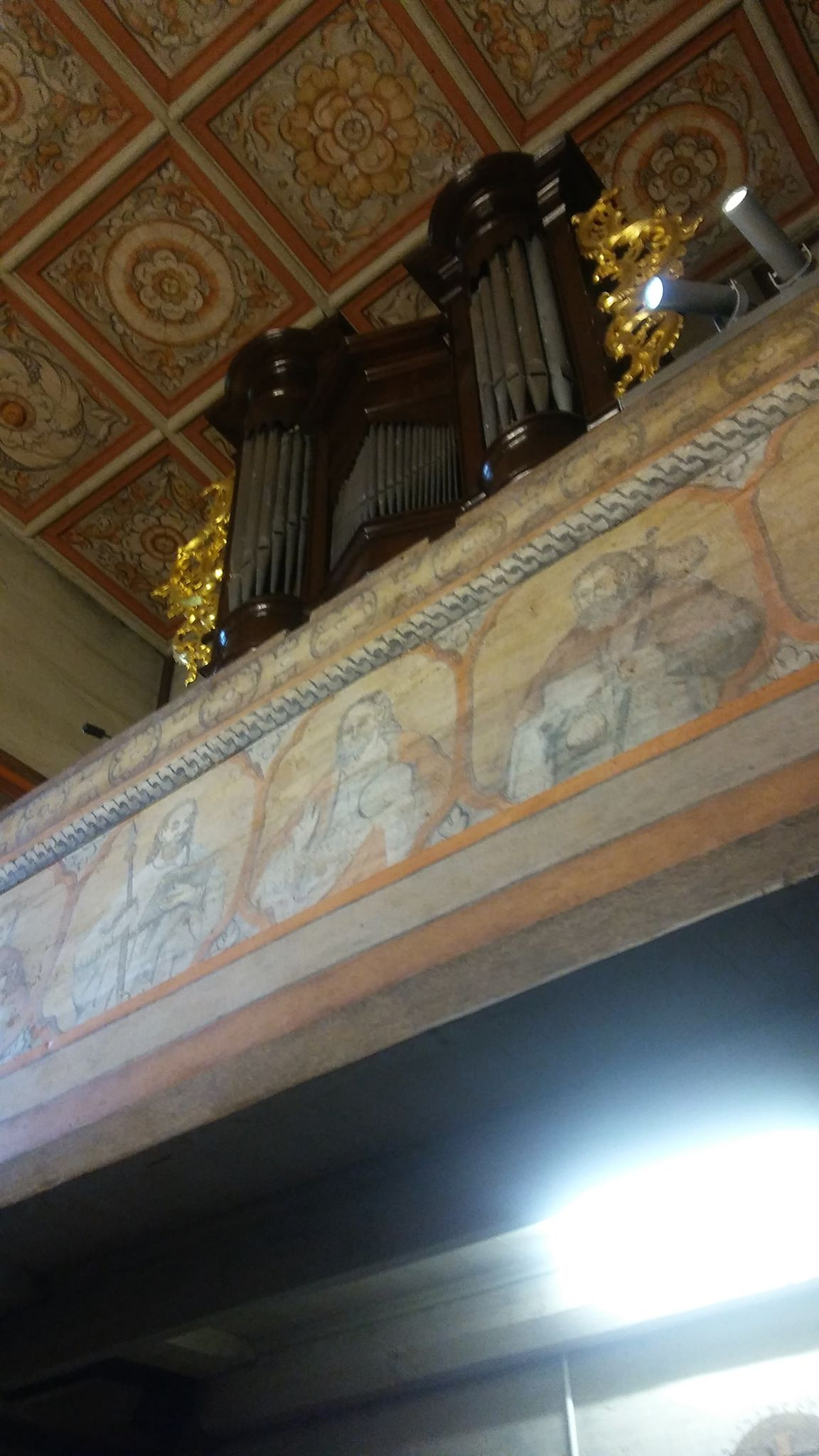
Đàn phong cầm bên trong nhà thờ